# Wolfgang Stark
Wolfgang Stark (* 20. November 1969 in Landshut) ist ein ehemaliger deutscher Fußballschiedsrichter der DJK Altdorf in Bayern.

## Karriere

### National
Stark ist seit 1994 Schiedsrichter auf der Schiedsrichterliste des Deutscher Fußball-Bundes (DFB). Seitdem kam Stark auf über 100 Einsätze in der 2. Bundesliga seit 1996 und über 300 Spielleitungen in der 1. Bundesliga seit 1997. Der erste Erstligaeinsatz Starks war die Begegnung des 1. FC Köln gegen den MSV Duisburg am 4. April 1997.
Im Jahr 2010 wurde Stark vom DFB zum „Schiedsrichter des Jahres“ ernannt. Am 21. Mai 2011 leitete Stark das Finale des DFB-Pokals zwischen dem MSV Duisburg und dem FC Schalke 04 im Berliner Olympiastadion. Schalke 04 gewann das Spiel mit 5:0 und wurde zum fünften Mal Pokalsieger.
Am 15. Mai 2012 leitete er das Relegations-Rückspiel um die Teilnahme an der 1. Bundesliga in der kommenden Saison, bei dem Fortuna Düsseldorf (Drittplatzierter der 2. Bundesliga) nach dem 2:1 im Hinspiel mit einem 2:2 (1:1) gegen Hertha BSC (16. der 1. Bundesliga) den Aufstieg perfekt machte. Die Begegnung stand mehrfach vor dem Abbruch: Erst schossen Berliner Fans Leuchtraketen auf das Feld, in der Nachspielzeit war die Partie für 20 Minuten unterbrochen, da Düsseldorfer Fans vorzeitig den Rasen gestürmt hatten.
Während der Spielunterbrechung kam es zu Tumulten im Kabinentrakt. Stark erstattete später Strafanzeige wegen Körperverletzung gegen den Spieler Lewan Kobiaschwili von Hertha BSC. Das DFB-Sportgericht verurteilte Kobiaschwili am 4. Juni 2012 zu einer siebenmonatigen Sperre bis zum 31. Dezember 2012. Es ist die längste Sperre, die bis dahin im deutschen Profifußball gegen einen Spieler verhängt wurde. Wolfgang Stark wurde nach dem Relegationsspiel zunächst nicht mehr als Schiedsrichter für ein Bundesliga-Spiel von Hertha BSC angesetzt.
Am 8. Dezember 2012, dem 16. Spieltag der Bundesligasaison 2012/13 leitete Stark das Heimspiel von Borussia Dortmund gegen den VfL Wolfsburg. Beim Stand von 1:0 gab das Schiedsrichtergespann wegen eines vermeintlichen Handspiels auf der Torlinie Elfmeter für den VfL Wolfsburg und verwies Marcel Schmelzer mit Rot des Feldes. Wie sich in Fernsehaufnahmen zeigte, hatte Schmelzer den Ball allerdings nur mit dem Knie und nicht mit der Hand berührt. Nach Konsultation der Fernsehbilder entschuldigte sich Wolfgang Stark direkt nach dem Spiel in einem Interview; der DFB sah von einer Spielsperre für Schmelzer ab. Da es sich hierbei nicht um die erste Fehlentscheidung von Wolfgang Stark zum Nachteil von Borussia Dortmund handelte, entschied der DFB, ihn vorerst nicht mehr für Spiele des BVB einzusetzen.
Im Spiel zwischen Borussia Mönchengladbach und dem SV Darmstadt 98 am 34. Spieltag der Saison 2016/17 leitete Stark nach 20 Jahren seine letzte Partie in der Bundesliga.
Seitdem ist Wolfgang Stark in der 3. Liga als Coach aktiv und war zwischenzeitlich Video-Assistent. Nach zwei umstrittenen Entscheidungen am 1. Spieltag der Bundesliga 2018/19 in der Partie VfL Wolfsburg gegen Schalke 04 wurde dieser vom DFB in der Funktion als Video-Assistent enthoben. Seine Tätigkeit im Coaching der 3. Liga bleibt davon unberührt.

### International
Stark stand zwischen 1999 und 2014 auf der Schiedsrichterliste der FIFA. Er leitete dabei 42 A-Länderspiele und 84 Europapokalspiele. Im Einsatz war er auch bei der U-17 WM 1999 in Neuseeland und der U-18 EM 1999 in Schweden. Im September 2001 war er für vier Wochen Schiedsrichter in der japanischen J-League.
Auch bei der U-20 WM 2007 in Kanada kam Stark zum Einsatz, stand jedoch im Mittelpunkt schwerer Tumulte im Anschluss an das Halbfinalspiel zwischen Chile und Argentinien. Chilenische Spieler fühlten sich massiv benachteiligt, weil Argentinier durch Schwalben einige gelbe und rote Karten gegen chilenische Spieler provozierten. Hatten während des Spiels chilenische Spieler nach einer umstrittenen Entscheidung Starks einen ihrer Fans noch daran gehindert, Stark zu attackieren, so griffen nach Spielende sowohl Spieler als auch Zuschauer Stark an, der nur von Ordnern geschützt den Platz verlassen konnte. Bei den anschließenden Tumulten verhaftete die kanadische Polizei vorübergehend mehrere chilenische Spieler.
2008 wurde Stark neben Christine Beck mit seinen Assistenten Jan-Hendrik Salver und Volker Wezel zu den Olympischen Sommerspielen in Peking berufen.
Am 14. Mai 2010 gab die FIFA bekannt, Stark ins Aufgebot der Unparteiischen der Fußball-Weltmeisterschaft 2010 in Südafrika zu berufen. Jan-Hendrik Salver und Mike Pickel unterstützen Stark dabei als Schiedsrichterassistenten. Am 12. Juni 2010 leitete er zunächst das WM-Spiel zwischen Argentinien und Nigeria, welches Argentinien mit 1:0 für sich entschied, und am 23. Juni die Begegnung zwischen Slowenien und England (Endstand 0:1). Die Spielansetzung des Schiedsrichters gerade für dieses Spiel, welches über den möglichen deutschen Achtelfinalgegner entschied, stieß jedoch auf Kritik. Bei seinem dritten WM-Einsatz verweigerte Stark Uruguay beim Achtelfinalsieg gegen Südkorea einen Elfmeter.
Am 9. Mai 2012 leitete Stark das Finale der UEFA Europa League in Bukarest zwischen Atlético Madrid und Athletic Bilbao, welches Madrid mit 3:0 für sich entscheiden konnte.
Am 20. Dezember 2011 gab die UEFA bekannt, dass Stark als einer der zwölf Schiedsrichter nominiert wurde, die die Spiele bei der Fußball-Europameisterschaft 2012 leiten sollen. Dort leitete Stark zunächst das Vorrundenspiel der Gruppe A zwischen Gastgeber Polen und Russland (Endstand 1:1). Am 18. Juni kam Stark im Spiel zwischen Kroatien und Spanien (Endstand 0:1) zu seinem zweiten Einsatz des Turniers; für einige seiner Entscheidungen, insbesondere zweier nicht verhängten Strafstöße und einem nicht geahndeten Handspiel vor dem Tor für Spanien wurde er im Anschluss stark kritisiert. Kroatien schied infolge des Spielergebnisses (0:1) nach der Vorrunde aus. Wolfgang Stark wurde für die Spiele der Ausscheidungsrunde nicht berücksichtigt.
Am 30. März 2013 kam Stark in der tschechischen Gambrinus Liga beim Spitzenspiel zwischen Sparta Prag und dem FC Viktoria Plzeň zum Einsatz. Er ist damit der erste ausländische Schiedsrichter, der eine Partie in der höchsten tschechischen Liga leitete. Sparta Prag konnte das Spiel mit 1:0 gewinnen.

### TV
Seit August 2021 ist Stark Teil des Experten-Teams der UEFA Champions League auf Amazon Prime Video.

### Übersicht Turnierteilnahmen
- Fußball-Weltmeisterschaft 2010 in Südafrika (3 Einsätze):

| Gruppe B     | 12. Juni 2010 | 16:00 Uhr | Argentinien – Nigeria | 1:0 (1:0) |
| Gruppe C     | 23. Juni 2010 | 16:00 Uhr | Slowenien – England   | 0:1 (0:1) |
| Achtelfinale | 26. Juni 2010 | 16:00 Uhr | Uruguay – Südkorea    | 2:1 (1:0) |

- Fußball-Europameisterschaft 2012 in Polen und der Ukraine (2 Einsätze):

| Gruppe A | 12. Juni 2012 | 20:45 Uhr | Polen – Russland   | 1:1 (0:1) |
| Gruppe C | 18. Juni 2012 | 20:45 Uhr | Kroatien – Spanien | 0:1 (0:0) |

## Privatleben
Stark ist verheiratet und hat ein Kind. Hauptberuflich ist er bei der Sparkasse Landshut im Bereich Vertriebssteuerung beschäftigt. Den beruflichen Tätigkeitsumfang reduzierte er 2007 wegen seiner Schiedsrichtertätigkeit auf 50 %.
Sein Vater Rudolf war bereits Linienrichter im Gespann von Bundesligaschiedsrichter Aron Schmidhuber.

## Sonstiges
Er ist Schulpate des Gymnasiums Ergolding im Landkreis Landshut.